# 陳春木
陳春木（1910年7月25日—2002年8月6日），台灣台南市學甲區人，年幼時自學甲搬到左鎮菜寮，之後長期以公務員身分在左鎮服務，因熱心服務而有「雞婆仔」之稱，亦為當地重要的文史工作者與化石採集者，被封為「化石爺爺」。2002年8月6日因吸入性肺炎合併呼吸衰竭病逝，享耆壽92歲。為紀念其貢獻，臺南左鎮化石園區有出版陳春木紀念專輯，而自然史教育館則設有特展室。

## 生平

### 幼年與求學
陳春木一家原居住於學甲大灣，其父親陳記幼年受過私塾漢文教育，於日治時期初期曾被推舉為保正，負責戶口普查任務。因為父親吸食鴉片煙，加上家庭人口眾多，導致家境惡化，後來其大哥陳裕自公學校畢業後到噍吧哖（今屬玉井區）工作，後來到菜藔（今屬左鎮區）開設雜貨店，事業穩定後建議全家搬到菜藔居住。後來陳春木於九歲時（1918年）隨家人一同搬到菜藔，後於1920年進入大目降公學校崗仔林分教場在菜藔設立的「菜藔分離教室」就讀，1926年3月以左鎮公學校第二屆畢業生的身分畢業。

### 擔任公職
自公學校畢業後，該年6月舉行保甲書記考試，當年報考者有三人，陳春木考上之後便任職於菜寮聯合保甲事務所，職務內容主要是人口出生死亡與遷移等戶口資料的記載。而在保甲書記任內，他也兼任當地壯丁團的團長，讓左鎮庄壯丁團在新化郡各街庄中能有良好表現；同時於1929年與學甲人楊全結婚。
而在保甲書記任內的1931年，臺北帝國大學教授早坂一郎到左鎮調查化石，向左鎮公學校校長瀨戶口盛重詢問後被帶往菜寮溪採集，發掘到三、四個鹿角化石，之後早坂一郎在保甲事務所休息時，拜託陳春木協助採集化石，使陳春木與化石結下了緣分:826。由於當時陳春木便住在菜寮溪附近，他遂利用朝夕挑水的時間採集並交給瀨戶口校長處理，轉交給早坂教授:826。1932年暑假期間臺北帝國大學副教授丹桂之助、臺南高女中學教諭國分直一、新化農專教諭國分廉二、臺南二中（今臺南一中）教諭金子壽衛男等人也前來採集化石並請求陳春木協助:827。而陳春木自丹桂之助那裡得知他所採集的化石中包括有早坂犀牛、臺灣長吻鱷、台灣麋鹿等動物與在地原始人左鎮人的化石，替臺北帝國大學增添了不少考古研究資料:827。
而在任保甲書記約十年後，受到左鎮庄長坂梨德次的賞識而調任左鎮庄役場，從「書記補」做起，後升為「書記」，再任財政係長，後任庶務係長。而在擔任庶務係長時期，剛好也是皇民化運動時期，身為庶務係長的他負責落實「正廳改善運動」與推廣神道信仰（陳春木也是菜寮神社的神官:477），而後也負責處理物資管制與配給制度的事宜，因而招致當地部分居民的不滿，認為他是「抓耙仔」（密告者）。日本政府於1945年8月15日宣布無條件投降後，次日陳春木於上班途中便遭到三、四名邦寮與三重溪的人持扁擔襲擊，幸傷勢不重，仍負傷上班。

### 暫入警界
由於日治時期擔任左鎮庄役場職員受命協助皇民化運動等政策，二次大戰結束後左鎮當地有人指責陳春木是密告者，甚至燒毀神像與佛像，為避開這些爭議，陳春木於1945年12月離職報考臺灣省警察訓練所，隔年3月畢業並在4月於臺南市南區的鯤鯓派出所任職。擔任員警的三年期間，由於當地百姓生活清苦，小偷多，走私也多，工作並不輕鬆，而此時左鎮鄉正缺戶籍人員，遂在鄉長推薦下回到左鎮鄉公所任職。

### 重返左鎮

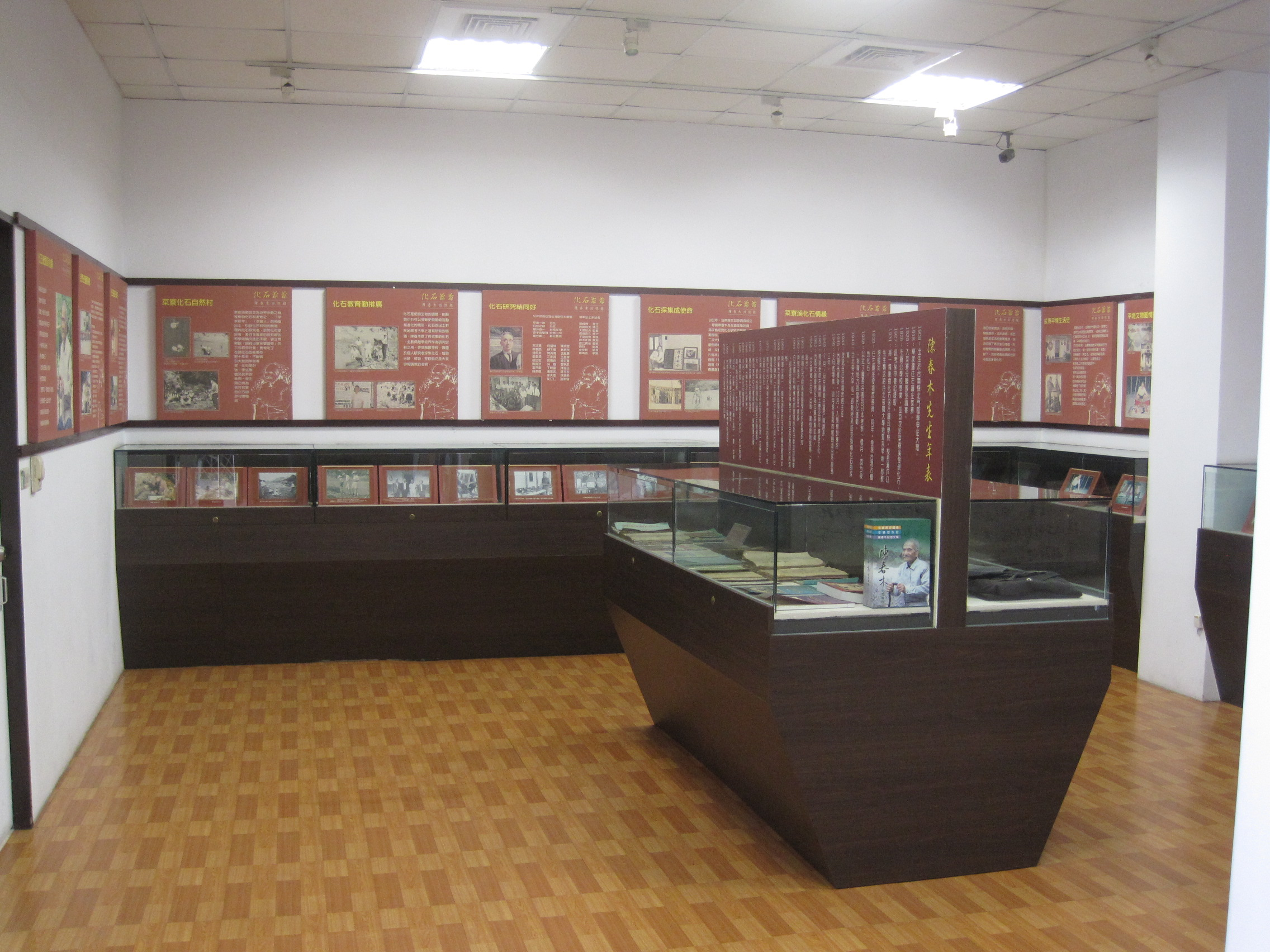
位在臺南市左鎮區自然史教育館三樓的陳春木特展室

陳春木回到左鎮鄉公所後，初任戶籍副主任，後來升為戶籍課長，期間在1952年時與楊量貴一同受聘為臺南縣文獻委員會左鎮鄉採集站員，採集地方文物與化石。1956年6月臺灣省主席嚴家淦參觀左鎮鄉公所展出的化石，讚譽陳春木的貢獻，並贈送「稽古鈎今」匾額:827。而除了持續採集化石之外，陳春木也協助研究左鎮地方的平埔族（西拉雅族）文化、噍吧哖事件等地方文史。
1964年陳春木自左鎮鄉公所戶籍課長職位退休，同年因為他與日本學者長年的合作交流，曾受日本國立科學博物館邀請參與化石相關的討論會，但遭中華民國教育部以「學歷不足」（僅小學畢業）為由不允許出境。
1976年，陳春木受聘為延平郡王祠民族文物館古化石研究室管理員，直到1979年為了菜寮化石館的籌建事宜而離職，而在這期間陳春木於1978年遷居至山上鄉平陽村。菜寮化石館成立之後，陳春木長期在該館任職直到1994年，此後曾受聘為左鎮白堊節的顧問。
而由於其貢獻，菜寮化石館旁的自然史教育館歲在1999年設立陳春木特展室，他也在2000年成為左鎮國小的傑出校友，而當時雖然他因車禍負傷，但仍堅持坐輪椅出席左鎮國小的八十週年校慶。2002年因吸入性肺炎合併呼吸衰竭病逝。

### 紀念
2021年4月6日，陳春木故居正式掛牌，感念其畢生對化石的貢獻。

## 事蹟
- 壯丁團訓練有成：陳春木擔任菜寮壯丁團團長期間，每年參加新化郡檢閱皆有不錯成績。其中又以1939年12月13日的檢閱中，在27團中取得第三名為最，也是菜寮壯丁團歷來最好的佳績[7]:292。
- 畑中修墜機事件之處理善後：畑中修是日本海軍三等飛行兵曹（隸屬臺南海軍航空隊），1941年11月24日上午11時左右演習時墜機於左鎮「加洛坑」（今左鎮區光和里）[6]:725。當時身為左鎮庄役場庶務係長的陳春木動員壯丁團、青年團維護現場，並將現場交由趕來的軍方處理[2][14]。軍方人員在12點半左右趕到後，約在下午四點清理完現場[14]。次年在失事地點立紀念碑，並舉行法事，陳春木與到場的死者雙親接觸後，受託照顧此紀念碑，此後一直到逝世陳春木每年都會前往掃墓，逝世後其子仍繼續照顧紀念碑[14][15]。
- 化石採集：陳春木自1931年開始幫早坂一郎教授收集化石後，許多學者亦前來菜寮溪調查[16]。二次大戰爆發到戰後有一段時間，菜寮溪的化石採集與研究陷入停頓狀態，直到臺南縣文縣委員會成立後，身為採集站員的陳春木在得到委員吳新榮鼓勵下再次開始採集化石，而後日治時期為臺南州立二中教諭金子壽衛男帶到菜寮溪採集化石的學生江金培、何耀坤等人也在因緣際會下重返菜寮溪採集化石[16]。在這之後菜寮溪的化石日益受到重視，而後分別有早坂犀牛全身骨骼化石與左鎮人化石兩件重大發現[16]。陳春木在1961年3月時曾經採集到人類頭蓋骨化石，但僅存照片，亦未鑑定出是否為左鎮人的化石[16]。而陳春木採集到的許多化石，有不少均捐贈給學術單位供作研究之用，如1960年即捐贈化石給高雄醫學院，獲院長杜聰明贈感謝狀[1]。
- 編纂地方志書：陳春木長期研究左鎮地方文史，於1954年自費印製《左鎮鄉土志》，次年刊載於《南瀛文獻》，之後在1978年於《南瀛文獻》上發表《左鎮鄉土誌補記》[1]，1980年左右則募款印製《左鎮鄉土文獻選粹》一書，當時左鎮鄉長穆玉山將該書送交臺南縣政府文獻課時，臺南縣除了左鎮鄉之外僅有白河鎮有《白河鄉土志》，其他各鄉鎮的志書則尚未問世[6]:828。至於官方的《左鎮鄉志》則是在2012年才出版。

## 著作
- 《南地方鄉土誌》：主要記載介紹左鎮地方文史，屬文集性質，曾獲臺灣省文獻出版品評鑑推荐獎[17]。